# Dagmar

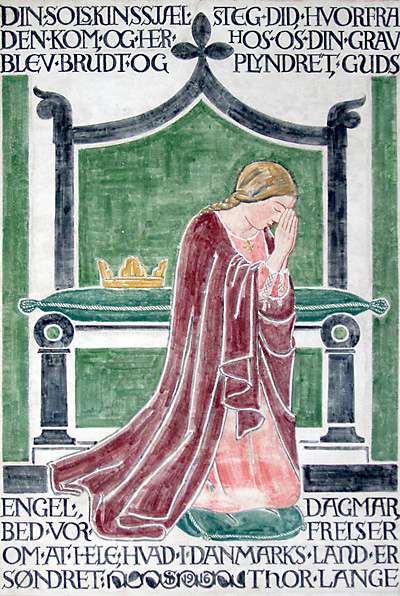
Dagmar av Böhmen

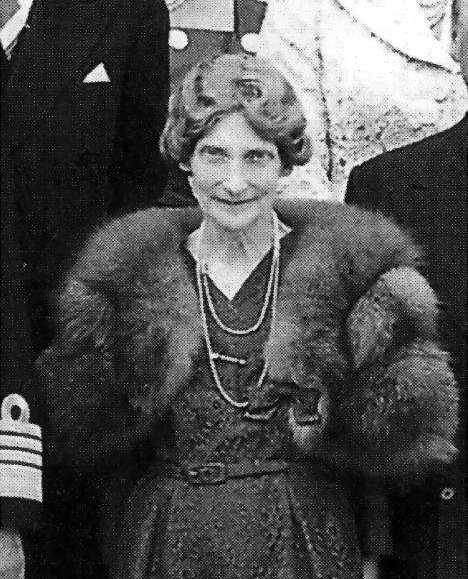
Dagmar av Danmark

Dagmar är ett forntyskt namn som är bildat av orden dag som betyder dag och mar som betyder berömd. Namnet kom förmodligen till Norden med den danske kungen Valdemar Sejrs gemål, Dagmar av Böhmen.
Den 31 december 2019 fanns det totalt 5 102 kvinnor och 4 män folkbokförda i Sverige med namnet Dagmar, varav 1 524 kvinnor bar det som tilltalsnamn.
Namnsdag i Sverige: 27 september (sedan 1901), delas med Rigmor. I den finlandssvenska namnsdagslängden har Dagmar namnsdag 26 november sedan starten 1929, då en egen namnsdagskalender togs i bruk för finlandssvenskar.

## Personer med namnet Dagmar
- Dagmar av Böhmen, drottning av Danmark
- Dagmar av Danmark, dansk prinsessa
- Dagmar Bentzen, svensk operettsångerska och skådespelare
- Dagmar Cronn, svensk journalist
- Dagmar Ebbesen, svensk skådespelerska
- Dagmar Edqvist, svensk författare
- Dagmar Gille, svensk operettsångerska
- Dagmar Hagelin, kidnappad/försvunnen i Argentina
- Dagmar Hansen, dansk varietéartist
- Dagmar Heurlin, svensk politiker (kd)
- Dagmar Kersten, tysk gymnast
- Dagmar Lahlum, norsk dubbelagent under andra världskriget
- Dagmar Lange, svensk deckarförfattare, pseudonym Maria Lang
- Dagmar Myhrvold, norsk skådespelerska
- Dagmar Möller, svensk operasångerska
- Dagmar Mørk Jensen, dansk politiker
- Dagmar Neubauer, tysk friidrottare
- Dagmar Olsson, svensk skådespelerska
- Dagmar Overbye, dansk seriemördare
- Dagmar Ruin Ramsay, finländsk författare
- Dagmar Salén, svensk seglare
- Dagmar Švubová, tjeckisk skidåkare
- Dagmar Zeeh, svensk sångerska och skådespelerska